# Apollônio Zenayde
Apollônio Zenayde Peregrino de Albuquerque Montenegro (Alagoa Grande, 6 de junho de 1857 — Recife, 13 de agosto de 1908) foi um político brasileiro.
Era bacharel em Direito, promotor público, deputado da Província da Paraíba, deputado estadual constituinte de 1892, presidente da Assembleia Legislativa da Paraíba, presidente do Conselho Municipal, deputado federal e senador eleito em 1908. Não foi empossado, pois faleceu em Recife, a caminho da então capital da República.
Foi um dos principais responsáveis pela construção da estrada de ferro que ligava Alagoa Grande à capital do Estado, e construiu, inclusive com recursos próprios, o Teatro Santa Inês.
Em sua homenagem, uma escola estadual e uma rua em Alagoa Grande receberam o seu nome.